# South Stainley with Cayton
South Stainley with Cayton – civil parish w Anglii, w North Yorkshire, w dystrykcie (unitary authority) North Yorkshire. W 2011 civil parish liczyła 172 mieszkańców. W obszar civil parish wchodzi także High Cayton.